# Georg Lammers
Georg Lammers (ur. 14 kwietnia 1905 w Burhave, zm. 17 marca 1987 w Butjadingen) – niemiecki lekkoatleta sprinter, dwukrotny medalista olimpijski z Amsterdamu.

## Życiorys
Największe sukcesy odniósł podczas igrzysk olimpijskich w 1928 w Amsterdamie, gdzie wywalczył dwa medale: brązowy w biegu na 100 metrów i srebrny w sztafecie 4 × 100 metrów (razem z Lammersem biegli w niej Richard Corts, Hubert Houben i Helmut Körnig). Wcześniej w tym samym roku (20 maja w Düsseldorfie) dwukrotnie wyrównał rekord Europy w sztafecie Największe sukcesy odniósł podczas igrzysk olimpijskich w 1928 w Amsterdamie, gdzie wywalczył dwa medale: brązowy w biegu na 100 metrów i srebrny w sztafecie 4 × 100 metrów (razem z Lammersem biegli w niej Richard Corts, Hubert Houben i Helmut Körnig). Wcześniej w tym samym roku (20 maja w Düsseldorfie) dwukrotnie wyrównał rekord Europy w sztafecie 4 × 100 metrów czasem 41,0 s (sztafeta biegła w składzie: Lammers, Friedrich-Wilhelm Wichmann, Houben i Körnig).
14 czerwca 1932 w Kassel był w składzie sztafety 4 × 100 metrów, która ustanowiła rekord świata wynikiem 40,6 s (biegli w niej Körnig, Lammers, Erich Borchmeyer i Arthur Jonath). Mimo to nie zakwalifikował się na igrzyska olimpijskie w 1932 w Los Angeles.
Nie odniósł znaczących sukcesów w mistrzostwach Niemiec; jego największym osiągnięciem jest brązowy medal na 100 metrów w 1928.
Po zakończeniu kariery sportowej Lammers służył w Schutzpolizei dochodząc do stopnia głównego komisarza. Był członkiem SS.